# Gilles Louis Deforge
Gilles Louis Deforge (né le 28 octobre 1778 à Courtomer où il est mort le 3 juillet 1857) est un relieur français.

## Biographie
Fils de Jacques Antoine Deforge, laboureur, Gilles Louis naît le 28 octobre 1778 à Courtomer.
Il monte à Paris et exerce le métier de papetier, avant de devenir relieur au 12 rue Duphot en 1809 , puis au 24 en 1811. En 1821, il demande et obtient l'autorisation d'installer une cabane sur le chantier de l'église de la Madeleine pour y battre ses livres sur une pierre .
Connu par ses reliures pour la bibliothèque de Napoléon Ier, en 1825 après le mariage de sa fille avec Pierre-Paul Gruel, il lui cède son entreprise. Il habite ensuite du 6 au 10 rue de Ponthieu.
En 1856, il est propriétaire au 10 rue du Bourg-l'Abbé.

## Famille

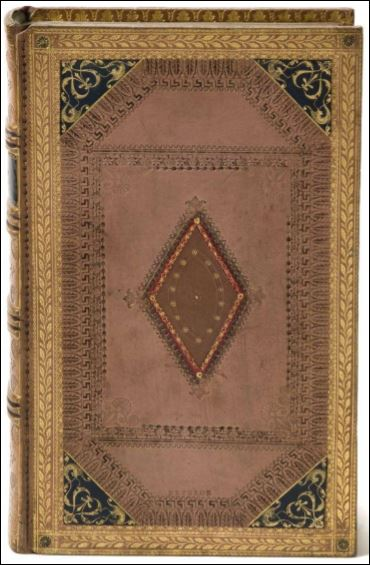
Reliure de Deforge signée en bas du plat (collection BnF).

Marié en 1804 avec Élisabeth Françoise Baillif, il est le père de Éléonore Marguerite en 1806.
Il forme au métier de relieur son neveu Isidore et sa nièce Marie Françoise Hélène.
Après le décès de son épouse en 1839, il se remarie en 1844 avec Pélagie Lourdelle.

## Sources
- BnF
- Dictionnaire des relieurs français ayant exercé de 1800 à nos jours, suivi d'un Guide pratique des relieurs, doreurs, marbreurs et restaurateurs contemporains (Fléty Julien)
- Dictionnaire encyclopédique du livre (t. II, p. 434)